# Caloblatta tricolor
Caloblatta tricolor är en kackerlacksart som beskrevs av Henri Saussure 1893. Caloblatta tricolor ingår i släktet Caloblatta och familjen småkackerlackor. Inga underarter finns listade.